# Rîkovîci, Ivanîci
Rîkovîci (în ucraineană Риковичі) este o comună în raionul Ivanîci, regiunea Volînia, Ucraina, formată numai din satul de reședință.

## Demografie
Componența lingvistică a satului Rîkovîci
     Ucraineană (99,51%)
     Alte limbi (0,49%)
Conform recensământului din 2001, majoritatea populației satului Rîkovîci era vorbitoare de ucraineană (99,51%), existând în minoritate și vorbitori de alte limbi.